# Charbonnage de Zolder
Le Charbonnage de Zolder est l'un sept charbonnages du bassin minier de Campine. Il est situé à Zolder un quartier de la commune belge de Heusden-Zolder. Il appartenait à l'origine à la Société générale de Belgique. Il est le dernier charbonnage prolifique belge (jusqu'en 1992) et a été dans le bassin de la Campine. Cette mine exploite du charbon doux dès 1930, un charbon particulièrement bien adapté pour une utilisation dans l'industrie lourde et en particulier la production sidérurgique belge de Liège et du Borinage.

## Histoire

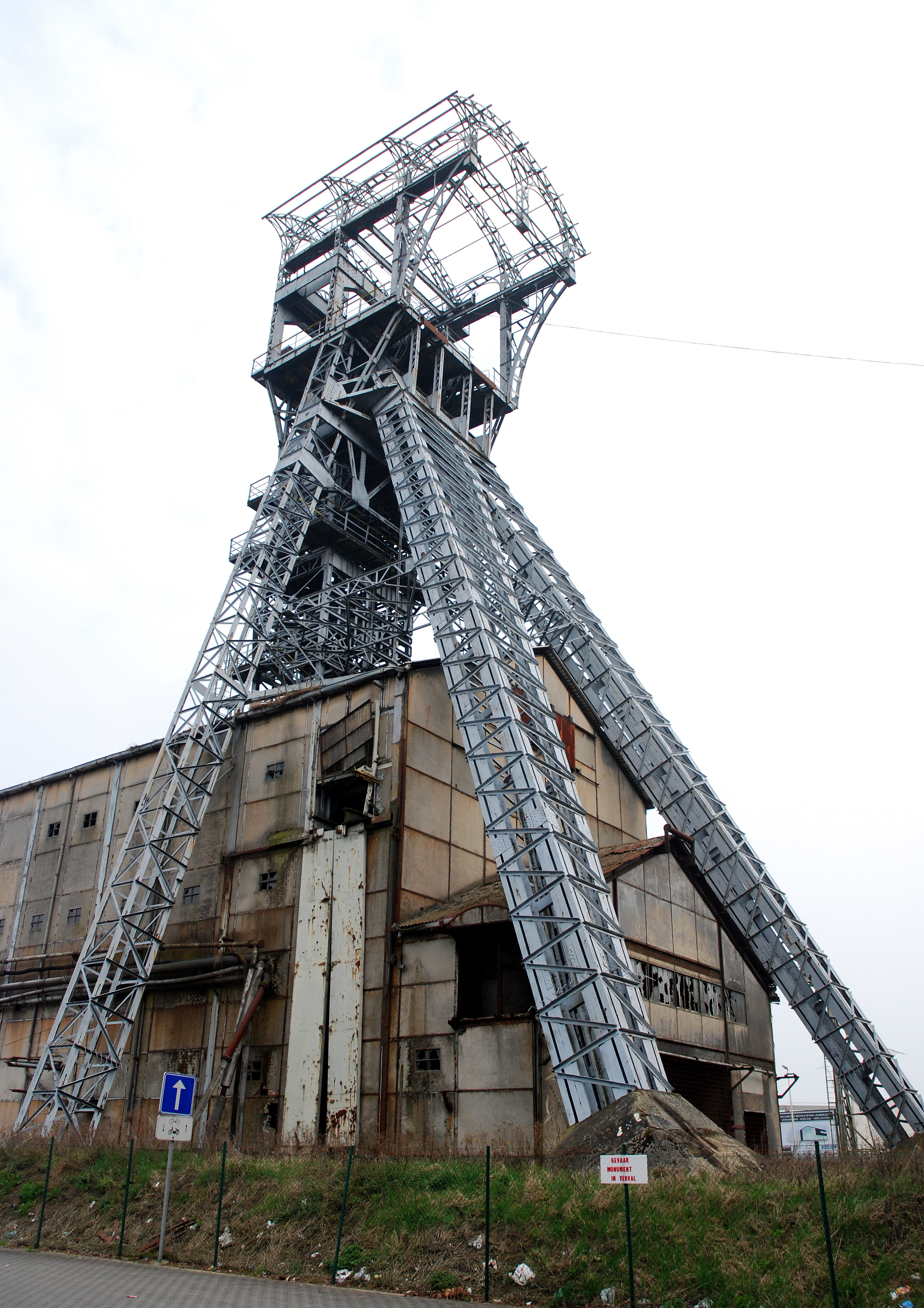
Le chevalement.

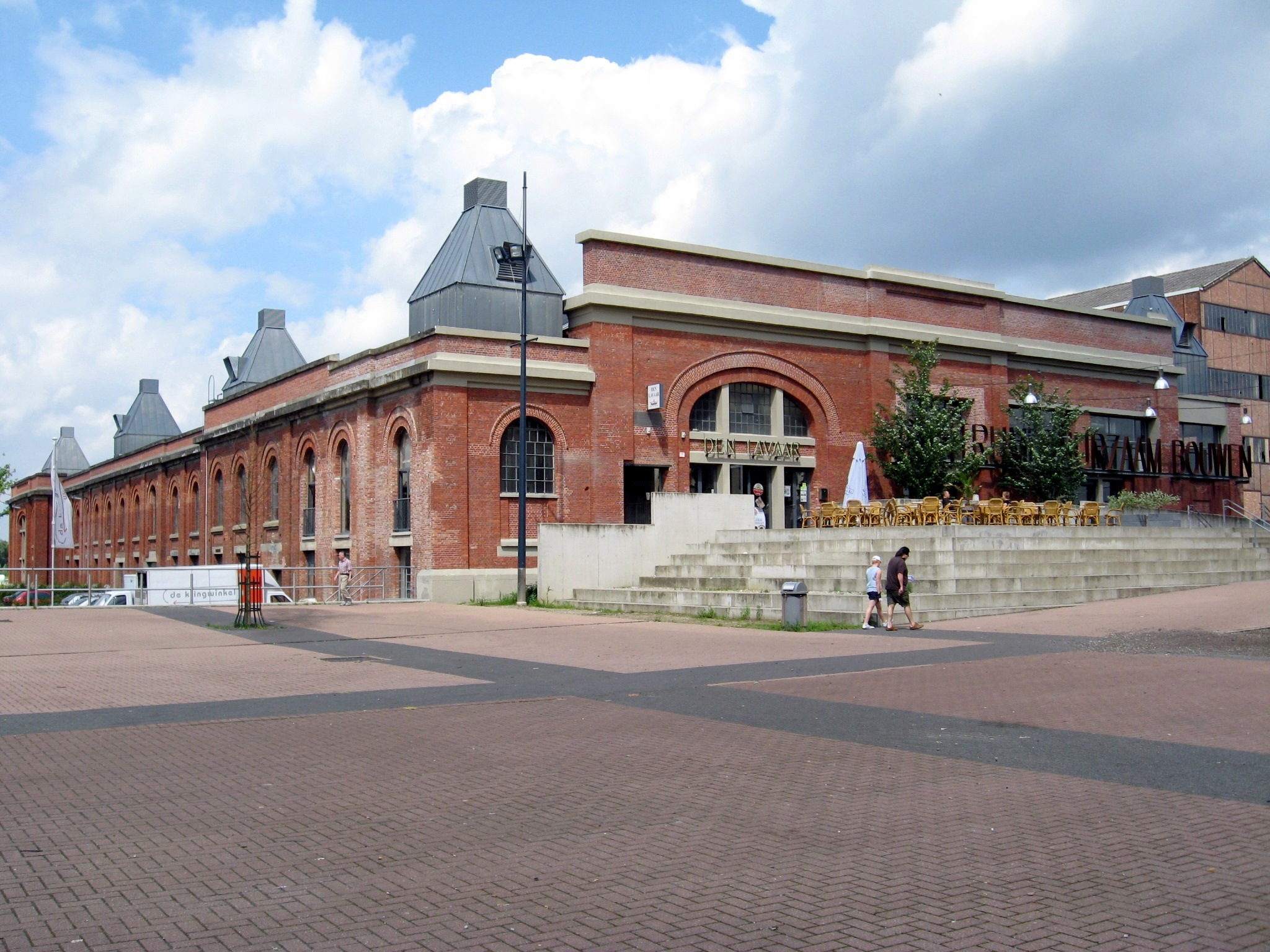
Salle des pendus et douches de l'ancien charbonnage.

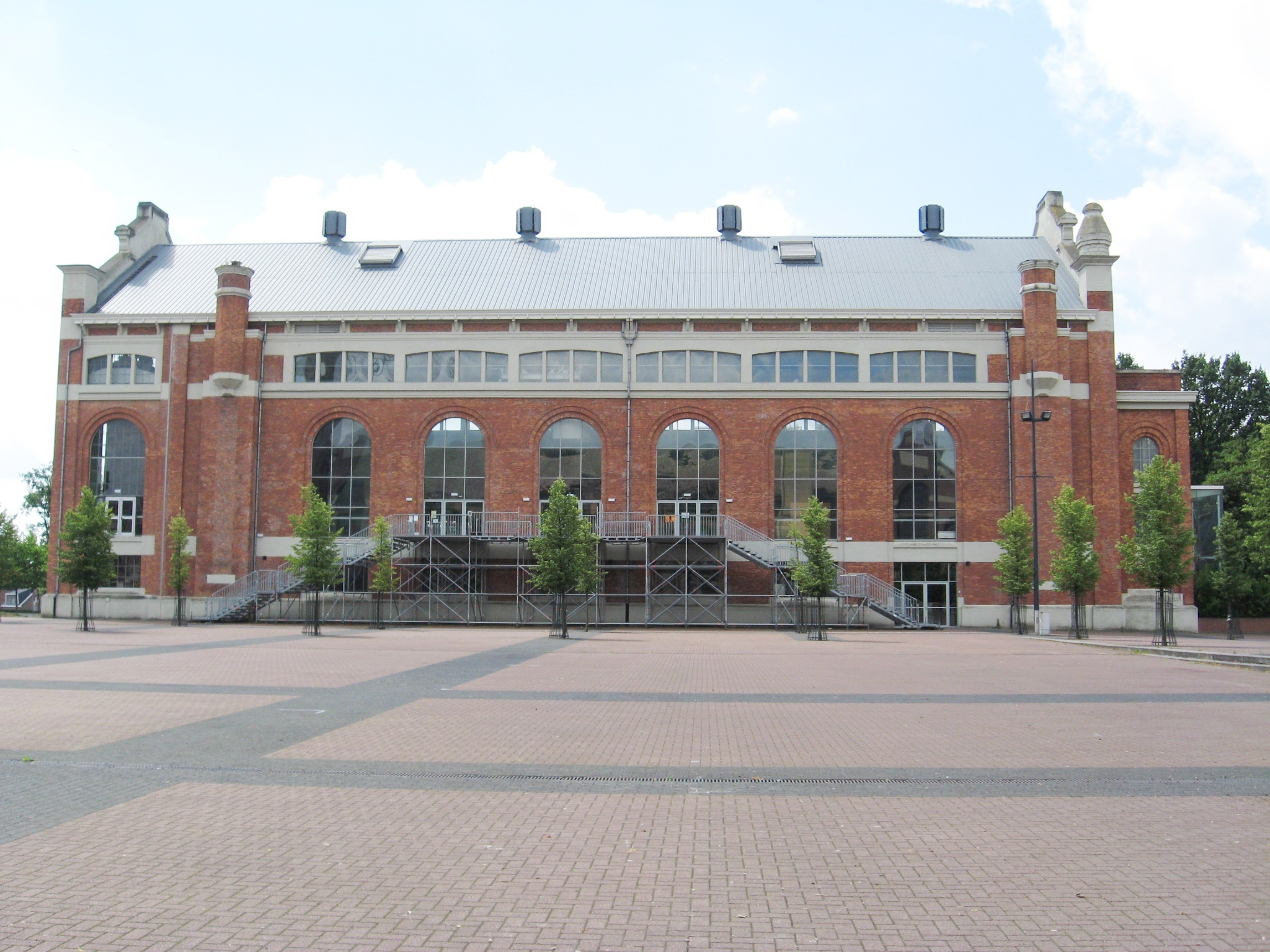
Ancienne centrale électrique construite en 1924.

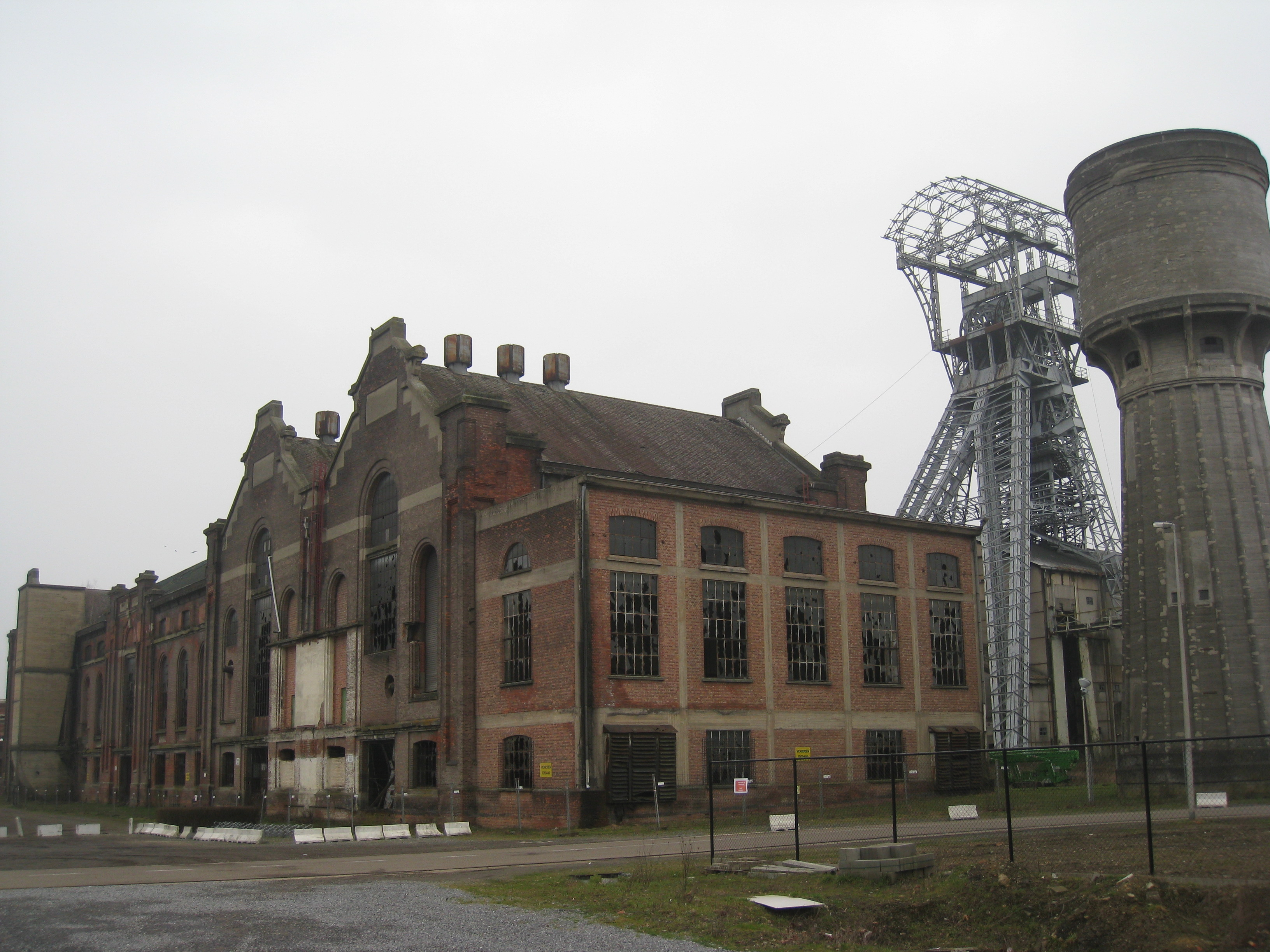
Les bâtiments des machines, le lavoir, le château d'au et le chevalement.

André Dumont découvre le charbon en 1901 dans la province avec l’appui économique fort du Limbourg. La première concession de Helchteren qui est accordée le 25 octobre 1906 est la plus importante du bassin houiller avec une superficie de 70,06 km2. La SA des Charbonnages d'Helchteren est fondée grâce à des riches actionnaires belges.
Les travaux préparatoires ont duré 23 ans avant que l'extraction ne puisse démarrer, il a fallu faire face à de nombreux obstacles.
- Pendant la Première Guerre mondiale, les Allemands retirent une partie du cuvelage du puits no 1 pour récupérer 1 600 tonnes de fonte.
- En juin 1925, un incendie a détruit les chevalements provisoires en bois et il fallut en construire de nouveaux, en acier.
- En 1922, c'est le cuvelage du puits no 2 qui se brise, suivi par un flot endigué en 1925. Le puits no 2 se retrouve pour la deuxième fois sous l'eau, en 1927, à cause d'une brèche dans la paroi.

Le conseil a déjà en 1913 des plans pour construire une cité-jardin de plus d'un millier de logements. Ce plan n'est pas réalisé avant la fin des années 1920 à cause du prix des terrains qui monte en flèche. La construction est limitée à deux quartiers très compacts. Des protestations des résidents turcs menacent ces maisons de démolition dans les années 1980 et forcent la compagnie à les rénover. Dès le début, il n'y avait pas que des Belges, mais aussi des migrants d'Europe centrale et Europe du Sud, après la catastrophe du charbonnage de Marcinelle en 1956, il y avait des Turcs et des Marocains.
En 1964, le charbonnage de Zolder fusionne avec le charbonnage de Houthalen après l'intervention de la Société Générale, propriétaire des deux sites. C'est le début de la fin pour la production de charbon en Belgique, dans les années 1950 à cause de la  concurrence de plus en plus rude du charbon moins cher importé, du pétrole et l'énergie nucléaire. La première mine de charbon du Limbourg, le charbonnage de Zwartberg ferme en 1966, Zolder a finalement été fermé le 30 septembre 1992.

## Reconversion
Au début du XXIe siècle, il ne reste plus que le chevalement du puits no 2. Certains anciens bâtiments ont été rénovés. De nouvelles sociétés viennent s'installer sur le site de l'ancienne mine et dans l'ancien bâtiment des bureaux, c'est ce qu'on appelle la reconversion. Dans le bâtiment des douches et la salle des pendus, le Centre pour la construction durable (CeDuBo) a établi, où tout le monde peut amener des plans pour obtenir des conseils. Tous les 2e et 4e mercredis, il y a le marché multiculturel dans la place nouvellement aménagée, populairement connu comme le marché turc. La centrale thermique est devenue le Centre européen pour la réhabilitation de la technologie.
Les bâtiments d'extraction ont été restaurés. Une école pour l'éducation des adultes CVO a été intégré à l'arrière. Sur le côté, centre culturel Muze a été incorporé et la salle centrale des compresseurs devenait 'ZLDR Luchtfabriek', un centre d'accueil sur le passé minier avec des possibilités de fête entre d'énormes compresseurs.

## Détails techniques

### Général
La production de charbon s'est faite sur trois niveaux : à 720, 800 et 900 mètres. Le charbonnage se compose de deux puits. Le premier est le puits de secours et d'aérage, il a un diamètre utile de 5,10 mètres et une profondeur de 825 mètres. Le second est le puits d'extraction, il possède un diamètre utile de 6 mètres et une profondeur de 850 mètres. Il est équipé de cages à quatre étages, remplacées en 1957 par des bennes de grandes capacité permettant d'extraire 1 200 tonnes par heure, soit le double de l'ancienne capacité.

### Centrale électrique
La centrale éclectique dessinée par l'architecte Dewandre a été construite en 1925. Ce bâtiment donnant sur la rue de la mine est le cœur du site. Elle est composée de quinze chaudières, d'une turbine et une tour de refroidissement. Cette station fournit l'énergie nécessaire au fonctionnement du charbonnage.
En 1997, elle est reconvertie lorsque le Centre européen pour les techniques de rénovation (ECR), décide d'y installer des bureaux. Le bâtiment est entièrement restauré avec une grande surface vitrée à l'entrée. La salle de contrôle, installée en 1955, a été conservée, ainsi que les armoires électriques, la passerelle, les portiques et les escaliers métalliques, deux cheminées et quatre tours de ventilation.

### Terril
Le terril, situé au nord de la mine, mesure environ 155 mètres de haut et 80 mètres par report à la zone environnante. Il est constitué d'ardoise et de divers minéraux qui fournissent un terrain fertile pour la végétation spécifique. Le terril fait partie d'une réserve naturelle qui à son tour fait partie de la vallée du ruisseau Noir. Il est situé sur le bord ouest du plateau de la Campine. Un pâturage a été créé pour les moutons. Le terril est également important pour les oiseaux comme le Caprimulgidae et de l'Alouette lulu qui s'y reproduisent.

### Transport
Le charbon a principalement été recherché entre Liège et Anvers ou transporté via le canal Albert. C'est pourquoi une liaison ferroviaire a été aménagée vers le quai de charbon situé le long du canal Albert. Au début du XXIe siècle, il n'y a plus du rail, mais il y a une piste cyclable.

### Emploi et production
En 1964, le charbonnage atteint sa capacité maximale d'emplois (9 379 mineurs, un record dû à la fusion avec Houthalen).
 En 1955, la production atteint 1,6 million de tonnes de charbon, un record pour cette mine. Après la fusion, l'année record a été 1967, avec 2 377 000 tonnes. La production totale (pendant toute la durée de l’exploitation) s’élève à 87,911 millions de tonnes dont 13 millions de tonnes extraites dans la concession de Houthalen.

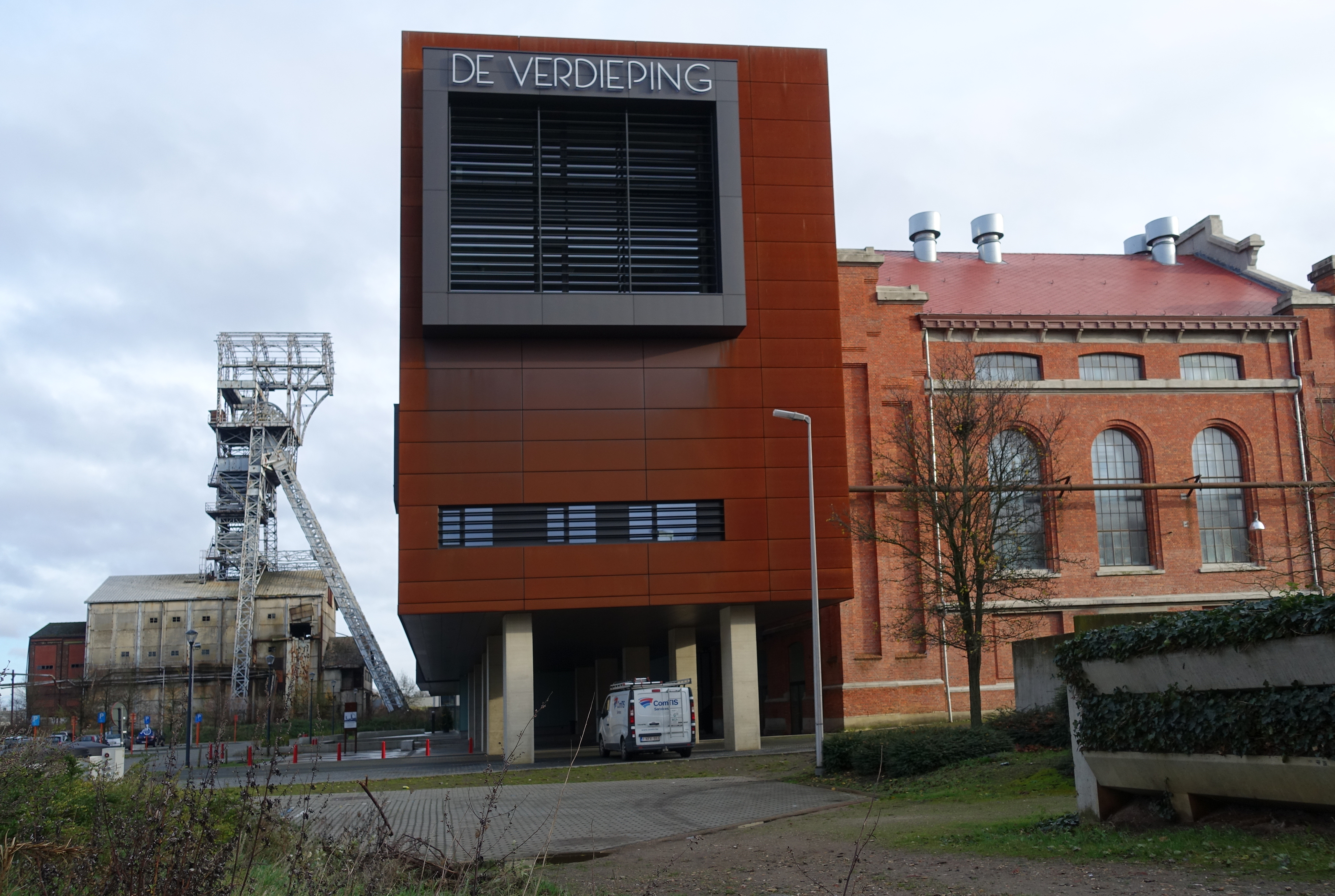
Ecole pour des Adultes dans le bâtiment des machines
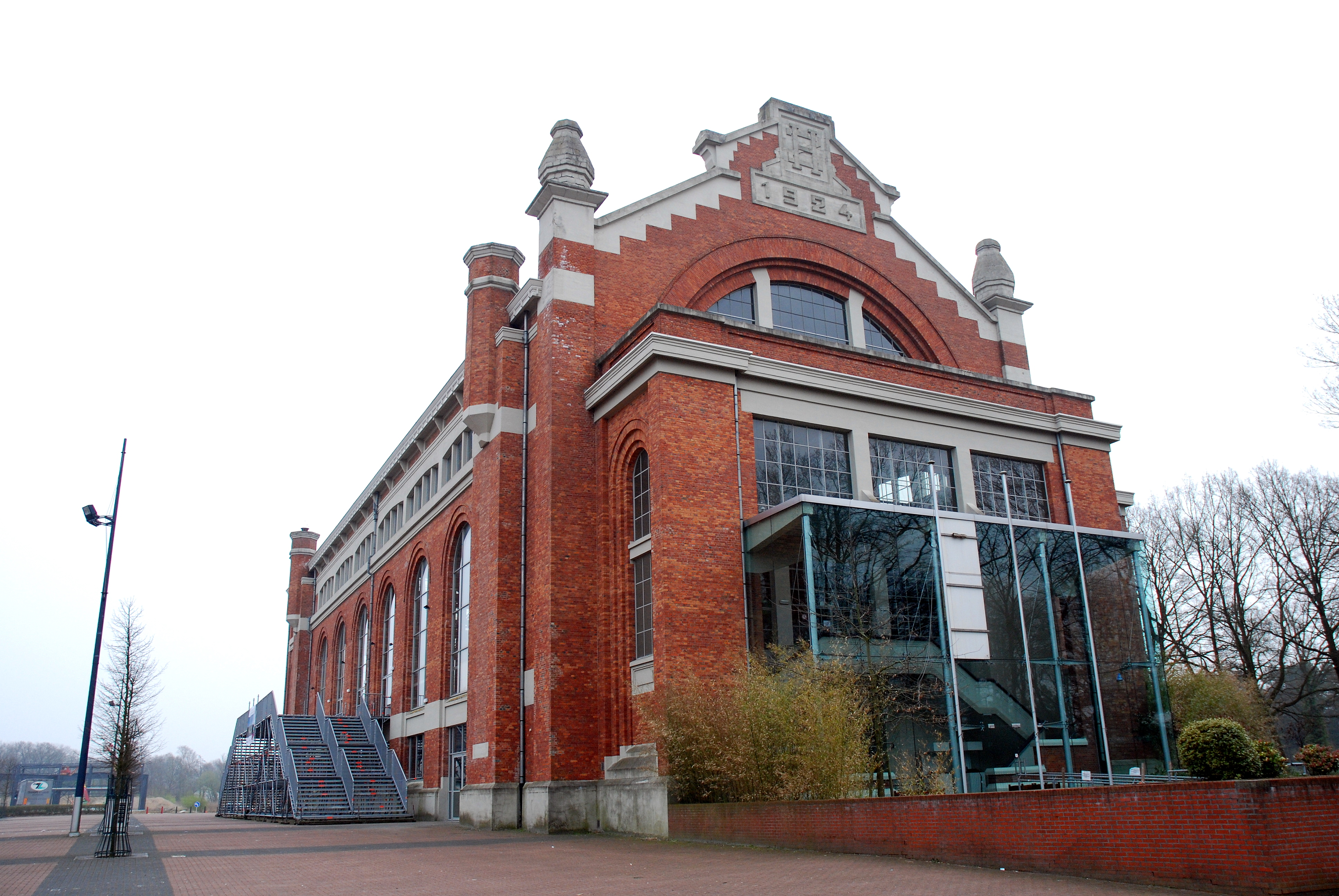
La centrale électrique.
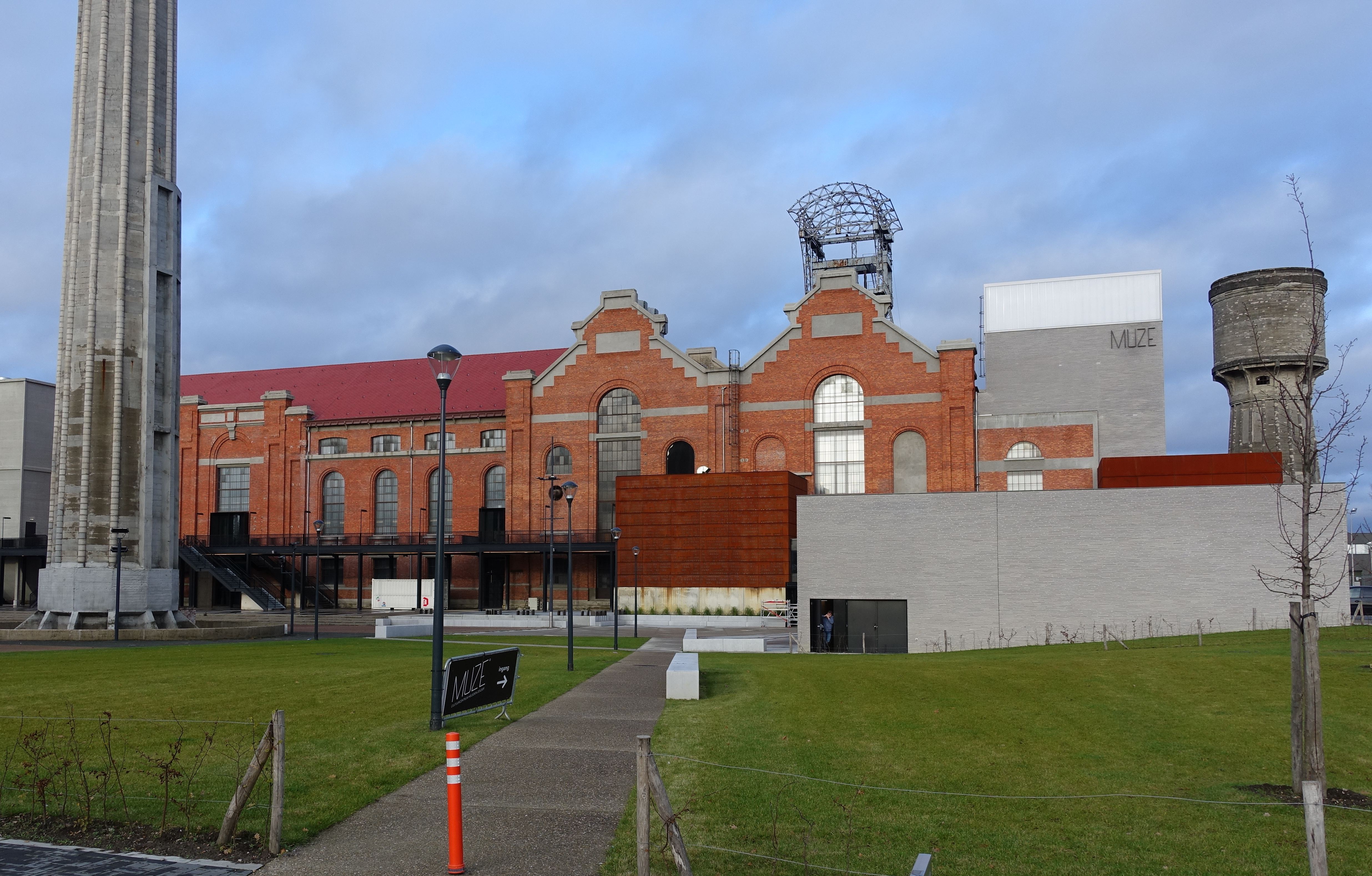
Centre culturel intégré au site
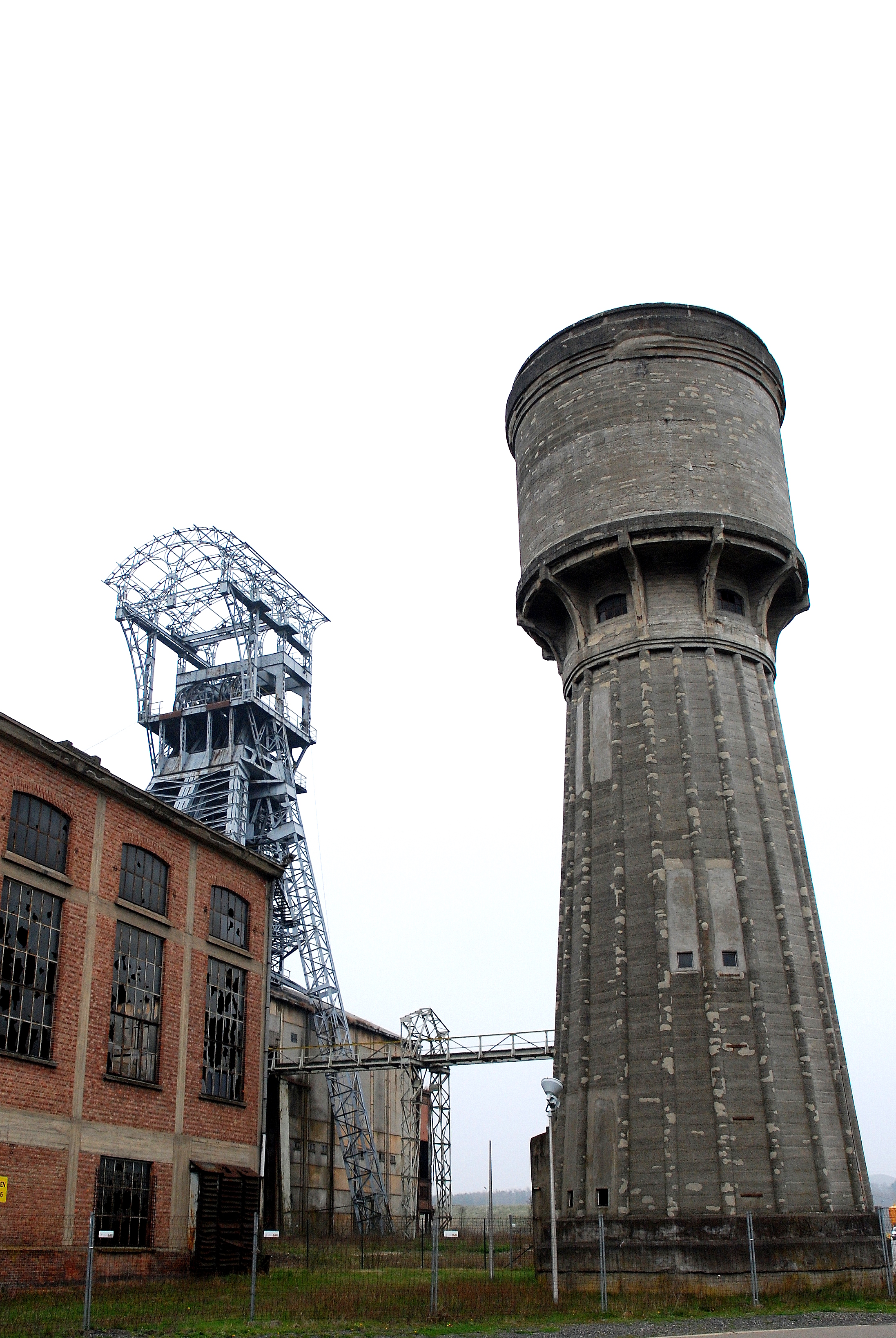
Chevalement et château d'eau.
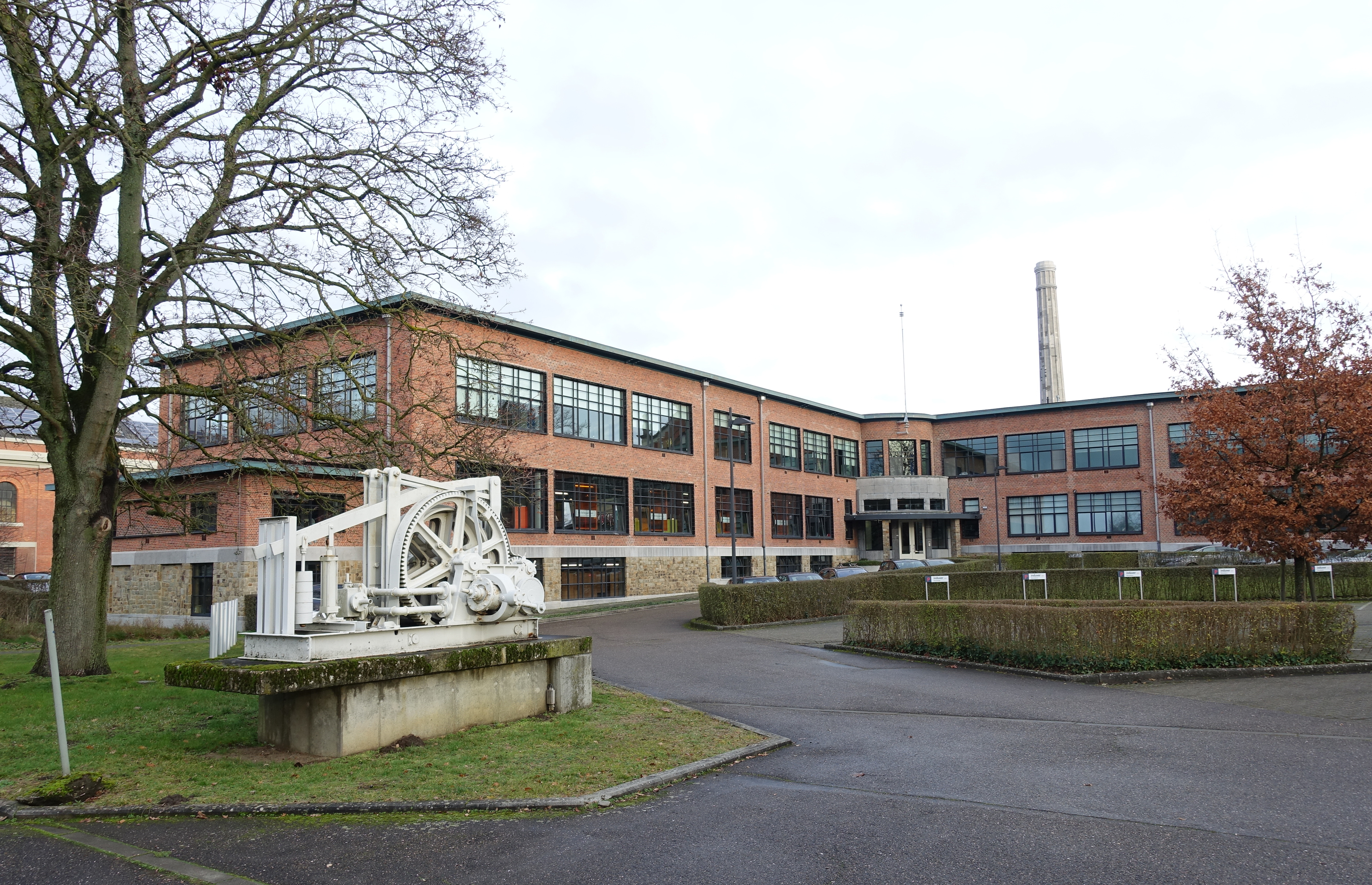
Bâtiment principal (bureaux)
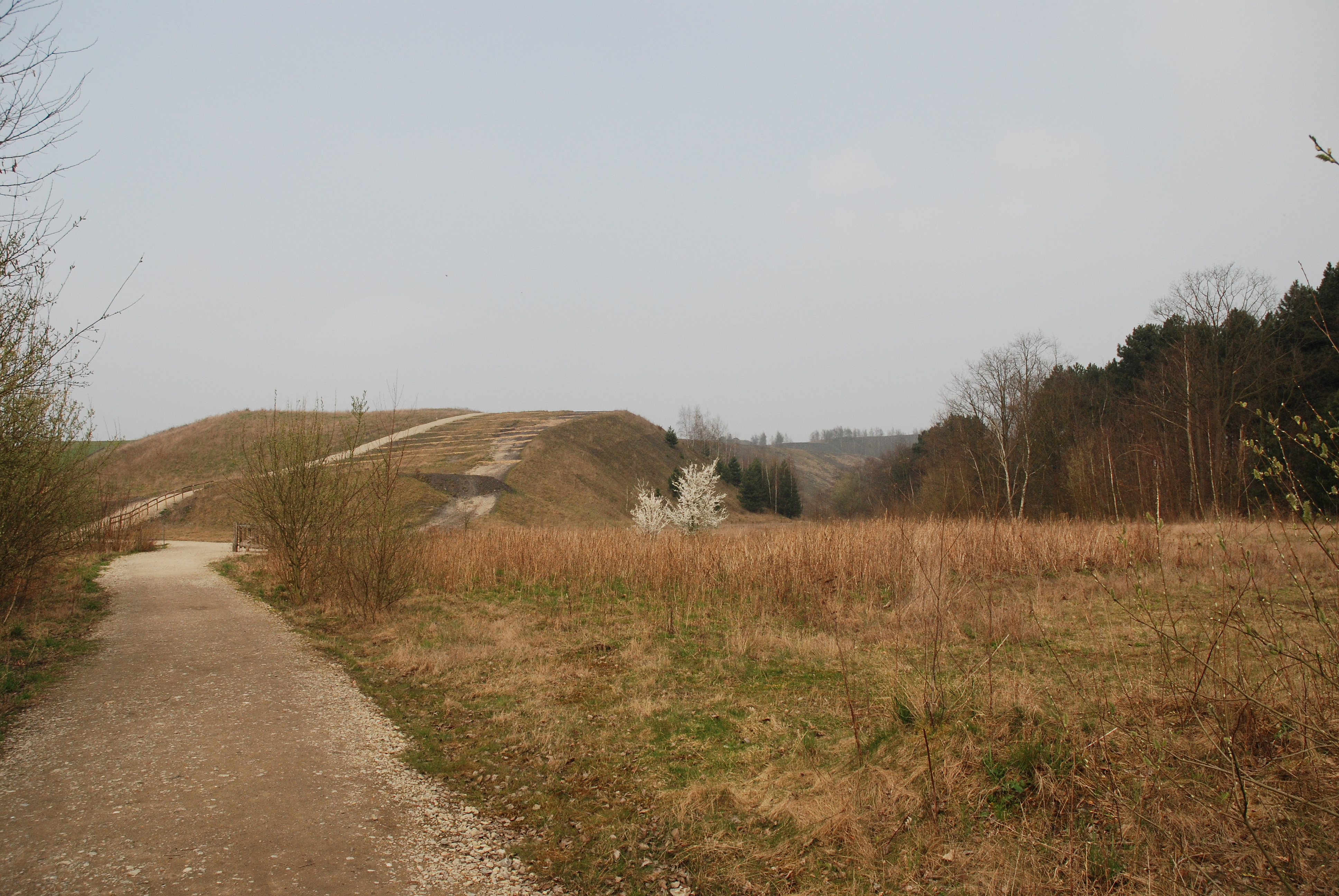
Le terril.
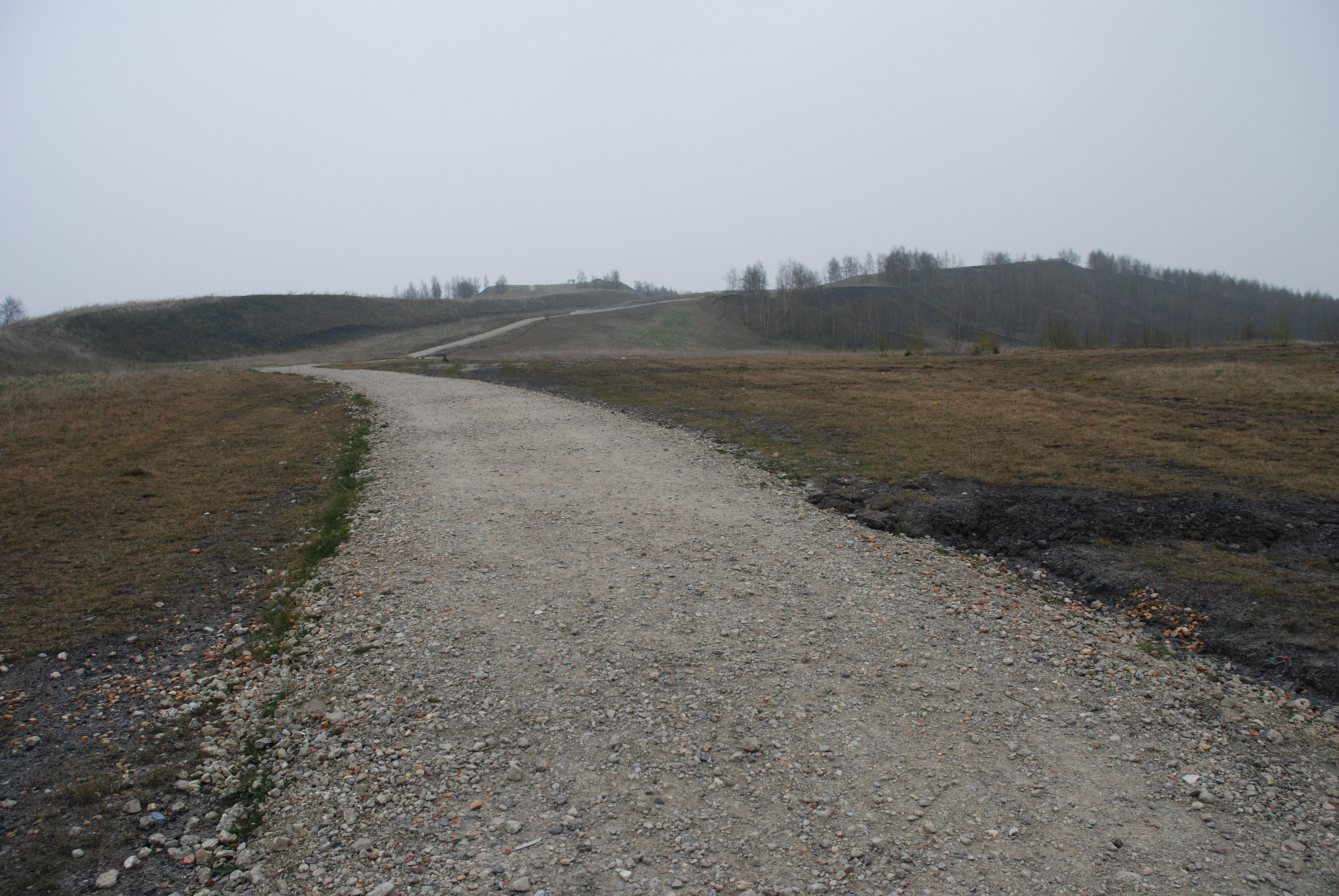
Vu de près.